# 篠塚醸二
篠塚 醸二（しのづか じょうじ、1981年1月10日 - ）は、日本の漫画家、イラストレーター。男性。神奈川県出身。中央大学出身。大学在学中は漫画研究会に所属し、当時始めた同人活動が後の商業誌デビューの契機となる。
2015年現在、主に成人向け漫画雑誌に作品が掲載されている。同人サークル「常時無常」としても活動している。

## 作品リスト

### 漫画
1. 『初恋モーション』[3] 2012年8月6日発売[4]、ワニマガジン社〈ワニマガジンコミックススペシャル〉、ISBN 978-4-86269-210-8
  - 狙う女講師／Sorry Girl／アワ♀アワ♀勘違い／CANDY LOCK 前編／CANDY LOCK 後編／CANDY LOCK the after（描き下ろし）／High & Low♥／誘惑フットワーク／誤爆ダイアリー／くちだけビッチ／大事なものは何ですか？／従妹ノ果実／生しぼり♥／私の性物学
2. 『ファーストタッチ』[5] 2013年10月31日発売[6]、ワニマガジン社〈ワニマガジンコミックススペシャル〉、ISBN 978-4-86269-273-3
  - ファーストタッチ♥／ファーストタッチ♥リバウンド／オナ★コン／おみくじロワイヤル／貝殻ショウジョ／ナツミツ／筆は口ほどにモノを云う／乳♥チア／乳♥エプ／乳♥エプ2／Lucky★Girl／風呂場ＤＥ水着ＳＨＯＷ／メイドどぉどすっ／ドＭ的やきゅう観戦／夏の日のカヅサ／春の日のカヅサ／おに☆いも／3パイ或る事情
3. 『やさしいせかい』[7] 2017年10月20日（2017年9月29日発売[8]）、ワニマガジン社〈ワニマガジンコミックススペシャル〉、ISBN 978-4-86269-515-4
  - いっしょの流星観測／ファーストタッチ♥ ～みんなの性地巡礼～／海辺のふたり／謝罪モーション／乳ハロ／めいっパイLOVE／もっと私を見て欲しいっ!／もっと私を見て欲しいっ! ～実況してみた編～／高梨トモカは動けない／高梨トモカはまだ動けない／たのしいしつけ／あたらしいわたし／拝借!バスタイム／今日、貴女でシコります。／エコーズアタック!／パシリの僕と転落お嬢

### 小説挿絵
- 『銃忍ガンクロス』 2004年12月15日発売[9]、小説：コトキケイ、キルタイムコミュニケーション〈二次元ドリームノベルズ144〉、ISBN 4-86032-133-2
- 『放課後リビドー 君もおいでよH研』 2005年5月18日発売[10]、小説：屋形宗慶、キルタイムコミュニケーション〈二次元ドリーム文庫19〉、ISBN 4-86032-171-5
- 『つよきすアナザーストーリー』 小説：さかき傘 / 表紙：白猫参謀 / 原作：きゃんでぃそふと、キルタイムコミュニケーション
  - 『椰子なごみの場合』 2006年2月28日発売[11]、二次元ゲームノベルズ05、ISBN 4-86032-244-4
  - 『鉄乙女の場合』 2006年6月29日発売[11]、二次元ゲームノベルズ06、ISBN 4-86032-285-1
  - 『霧夜エリカの場合』 2006年10月29日発売[11]、二次元ゲームノベルズ07、ISBN 4-86032-314-9
  - 『椰子なごみの場合2』 2007年2月28日発売[11]、二次元ゲームノベルズ10、ISBN 978-4-86032-361-5
  - 『近衛素奈緒の場合』 2007年6月29日発売[11]、二次元ゲームノベルズ12、ISBN 978-4-86032-409-4
  - 『蟹沢きぬの場合』 2007年10月31日発売[11]、二次元ゲームノベルズ14、ISBN 978-4-86032-472-8
  - 『おとなごみと猫姫と小さな乙女さんの場合』 2008年3月30日発売[11]、二次元ゲームノベルズ23、ISBN 978-4-86032-541-1

## 主な掲載誌
- ワニマガジン社
  - COMIC華漫
  - COMIC失楽天
  - COMIC X-EROS
- ペンギンクラブ
- コミックメガストア
- メンズヤングスペシャル雷